# Australoconops brunneus
Australoconops brunneus är en tvåvingeart som beskrevs av Schneider 2010. Australoconops brunneus ingår i släktet Australoconops och familjen stekelflugor. Inga underarter finns listade i Catalogue of Life.